# Iglesia de Nuestra Señora de la O (Rota)
La iglesia Mayor Parroquial de Nuestra Señora de la O de Rota, en la provincia de Cádiz, Andalucía, España, es un templo católico levantado en el siglo XVI en estilo gótico-renacentista y cuyo mobiliario es mayormente de época barroca

## Apunte histórico
La iglesia se edificó bajo el patronazgo de Rodrigo Ponce de León, I Duque de Arcos y señor de Rota, en el primer tercio del siglo XVI en estilo gótico isabelino con asomos de plateresco. En el ábside consta que la obra se cerró en 1537, siendo mayordomo de la fábrica Bartolomé García Izquierdo, y siete años después de fallecer el noble promotor.

## Descripción
El templo no es el resultado de un proyecto unitario, sino el producto de una serie de transformaciones acometidas en distintos períodos. Por esta razón, a la hora de su descripción, hay que tener en cuenta dos partes muy distintas: por un lado la nave central, de estilo gótico-renacentista, y por el otro las capillas añadidas, barrocas. 

### Fachadas
Exteriormente, la Iglesia presenta un aspecto muy sobrio. En la fachada principal se encuentra la portada de acceso al templo, situada a los pies. Está formada por un arco apuntado con arquivolta decorada con puntas de diamantes, sobre la que se sitúa un óculo para iluminación interior del templo, obra del siglo XVI y hoy sin función, al ser tapado por el órgano dieciochesco situado sobre la tribuna de la entrada. Por encima presenta un matacán sobre el que antaño abrían, ahora ciegos, dos arcos gemelos. Y más arriba, la torre con el cuerpo de campanas, obra del siglo XVII y reconstruida posteriormente en 1744. Un chapitel revestido de azulejos bicromados en azul y blanco, procedentes del taller trianero de Diego Galán, cubre la torre. 
A la izquierda de la portada se sitúa el cuerpo saliente que alberga el matacán con cencillos y que posiblemente sirvió para almacén de la maquinaria del reloj. Además de la greca de punta de diamante, el único elemento decorativo existente son las gárgolas en forma de animales.

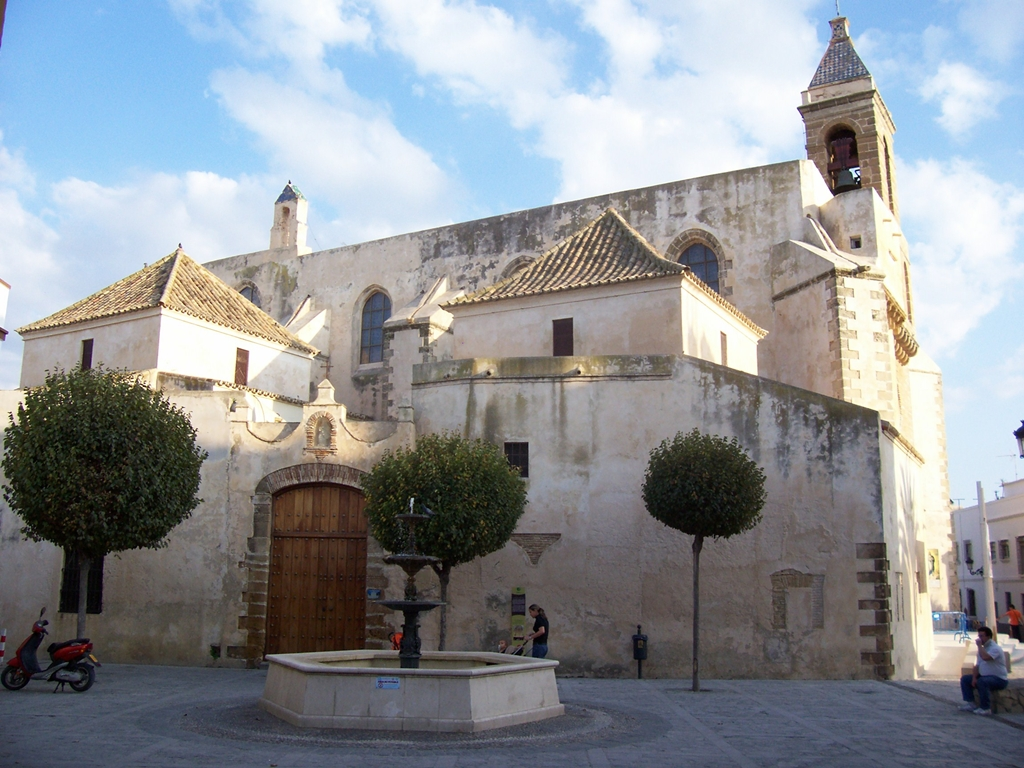
Vista desde el lado norte

### Nave y cabecera
Su única nave cubre sus tres tramos con amplias bóvedas góticas de nervaduras lisas. Le sigue la cpilla Mayor, elevada con respecto al resto de la nave y acabada en ábside poligonal de cinco paños donde destacan otros tantos ventanales góticos. Está cubierta por bóveda de tracería flamígera que presenta una abigarrada suma de motivos iconográficos y heráldicos a lo largo de las claves de sus arcos. 
En la Capilla Mayor, adosado al ábside, se halla del coro, realizado en cedro y caoba entre 1733 y 1736 por Andrés Martínez y Diego Roldán. Su sillería es de dos pisos y se compone de 33 asientos decorados con 19 figuras de los apóstoles y algunos santos. Encima del coro, sobre la pared frontal, se encuentra la talla de un Cristo Crucificado tardogótico. En el presbiterio se halla también la imagen de Nuestra Señora de la Expectación o de la O, titular de la parroquia, talla de escuela sevillana del siglo XVII. Desde el presbiterio, a través de dos puertas, se accede a la sacristía y al cuarto de la plata.

### Capillas
A esta nave se abren diversas capillas laterales, realizadas aprovechando los espacios entre los contrafuertes. 
Las capillas abiertas a la nave central son cinco, tres en el lado izquierdo y dos en el derecho; cada una con distintas advocaciones y usos, y todas ellas de interés por las obras que atesoran, como las azulejerías de Triana del siglo XVIII, la reja barroca de la del Rosario, y distintas tablas y cuadros, así como bordados y su rica platería. 
La capilla del Bautismo, también conocida como capilla de San Sebastián, de la Esperanza o del Maestro Escobar, se sitúa en al lado del Evangelio y se atribuye su labra a Sebastián Bernal de Escobar, en el siglo XVI. Destaca en ella la decoración de su portada, la verja de madera y el grupo escultórico de la Virgen de la Granada con el Niño. 
La capilla del Sagrario o de San Francisco, también en el muro del Evangelio, es la más amplia. Es de estilo barroco y planta de cruz latina con cubierta de bóveda de cañón. Destacan los zócalos de azulejos sevillanos del siglo XVIII y las posteriores decoraciones que se le añadieron. 
La capilla de Nuestra Señora del Carmen, en este mismo lado, es análoga en su construcción a la del Sagrario; era de menores dimensiones en origen, ampliándose posteriormente en el año 1773. 

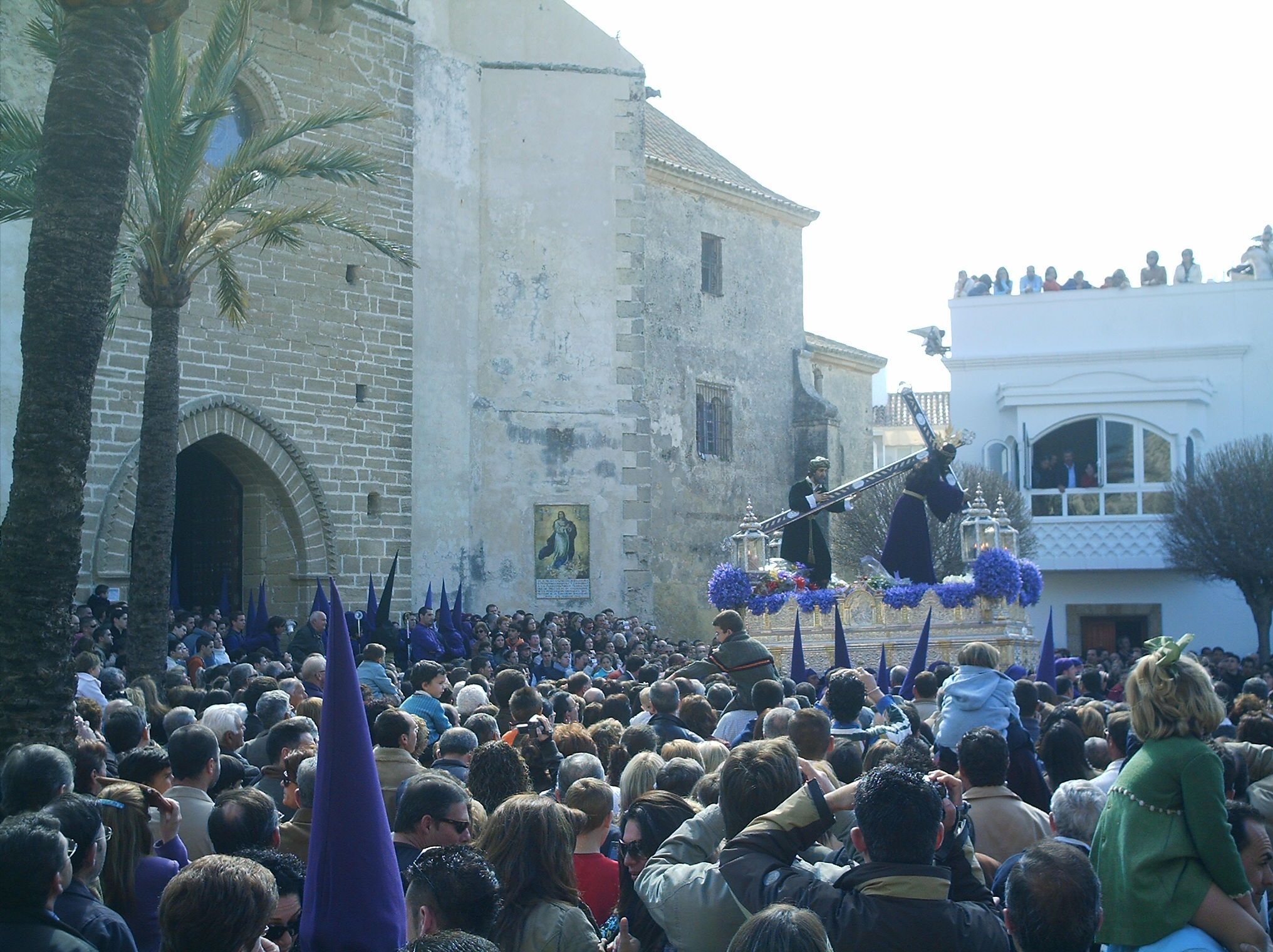
Paso procesional del Nazareno

La capilla de Nuestro Padre Jesús Nazareno se encuentra en el lado derecho, y anteriormente se denominó de las Ánimas. Es de planta de cruz latina y cuenta con una verja en el arco de entrada. La cúpula del crucero se apoya sobre pechinas y se remata con una linterna. Posteriormente se le adosó un cuerpo para albergar el retablo. Destacan además del retablo, los azulejos de Triana fechados en 1755 y realizados por Joseph de las Casas. Fue Capilla Sacramental hasta mediados del siglo XIX. Contiene la imagen del Nazareno camino del Calvario.
La capilla de Nuestra Señora del Rosario cuenta con una notable reja costeada por un emigrante de Rota en Perú, obra de 1632. Presenta proporciones semejantes a la Sacramental, siendo la que más reformas ha sufrido, incluida una ampliación en 1755. Sus muros están revestidos por azulejos de Triana de hacia el año 1800. Contiene la imagen Nuestra Señora del Rosario, patrona de Rota.
También son dignas de mención las dos sacristías, labradas en el muro de la Epístola, la pequeña espadaña que apoya sobre el pretil de la azotea el muro del Evangelio y el reducto construido en 1703, posteriormente modificado.